# Městečko Trnávka (nádraží)
Městečko Trnávka je dopravna D3 (někdejší železniční stanice) v severní části obce Městečko Trnávka. Leží v km 45,836 železniční trati Třebovice v Čechách – Chornice mezi dopravnou Moravská Třebová a stanicí Chornice. Stanice byla uvedena do provozu 1. září 1889, to znamená v den zprovoznění trati z Prostějova do Třebovice, na které leží.

## Popis dopravny
V dopravně jsou dvě průběžné dopravní koleje, č. 1 (užitečná délka 223 m) u výpravní budovy, dále následuje kolej č. 2 (173 m). U ubou těchto kolejí jsou nástupiště, u koleje č. 1 s délkou 65 m, u koleje č. 2 s délkou 77 m. Obě nástupiště jsou sypaná s hranou zpevněnou obrubou s výškou 200 mm nad temenem kolejnice, příchod na nástupiště u koleje č. 2 je po úrovňovém přechodu přes kolej. Za kolejí č. 2 je ještě manipulační kolej č. 4, ze které odbočuje vlečka Cerea. Všechny výhybky (5 kusů) v dopravně jsou ručně přestavované. Dopravna je kryta lichoběžníkovými tabulkami umístěnými v km 45,432 (od Chornic) a v km 46,101 (od Moravské Třebové). Na chornickém záhlaví v km 45,623 se nachází železniční přejezd P6605 zabezpečený výstražnými kříži. Provoz v dopravně a v přilehlých traťových úsecích je řízen dle předpisu D3 pro zjednodušené řízení drážní dopravy, dirigující dispečer sídlí v Chornicích.
V období německé okupace ve 40. letech 20. století vedla ještě vlečka z chornického zhlaví, která sloužila pro návoz materiálu a stavebních strojů pro stavbu dálnice Vídeň–Vratislav.